# Storugglen
Storugglen är en sjö i Karlsborgs kommun i Västergötland och ingår i Motala ströms huvudavrinningsområde. Sjön har en area på 0,0626 kvadratkilometer och ligger 143,6 m ö.h.

## Delavrinningsområde
Storugglen ingår i det delavrinningsområde (651059-142636) som SMHI kallar för Mynnar i Unden. Medelhöjden är 162 m ö.h. och ytan är 16,16 kvadratkilometer. Det finns ett delavrinningsområde uppströms, och räknas det in blir den ackumulerade arean 33,81 kvadratkilometer. Vattendraget som avvattnar avrinningsområdet har biflödesordning 3, vilket innebär att vattnet flödar genom totalt 3 vattendrag innan det når havet efter 197 kilometer. Delavrinningsområdet består mestadels av skog (77 %). Avrinningsområdet har 0,98 kvadratkilometer vattenytor vilket ger avrinningsområdet en sjöprocent på 6,2 %.